# Resolució 1440 del Consell de Seguretat de les Nacions Unides
La Resolució 1440 del Consell de Seguretat de les Nacions Unides fou adoptada per unanimitat el 24 d'octubre de 2002. Després de reafirmar la resolució 1373 (2001), i la necessitat de combatre per tots els mitjans les amenaces a la pau i la seguretat internacionals, condemna l'acte de presa d'ostatges a Moscou, Federació russa, el 23 d'octubre de 2002, per militants txetxens.
El Consell de Seguretat va reafirmar la necessitat de combatre les amenaces a la pau i la seguretat internacionals causades per actes terroristes. Va condemnar la presa d'ostatges en un teatre de Moscou, així com actes terroristes duts a terme en altres països, i va exigir el seu alliberament immediat. El Consell va expressar la seva simpatia i condol a les famílies de les víctimes i al govern i el poble de Rússia.
La resolució va demanar a tots els estats que cooperessin i prestessin assistència a les autoritats russes per portar els responsables a la justícia de conformitat amb les seves obligacions en virtut de la Resolució 1373. Finalment, el Consell va concloure expressant la seva determinació per combatre totes les formes de terrorisme.